# Yên Thắng, Ý Yên
Yên Thắng là một xã thuộc huyện Ý Yên, tỉnh Nam Định, Việt Nam.
Xã có diện tích 8,8 km², dân số năm 2021 là 14.390 người, mật độ dân số đạt 1.635 người/km².
Xã Yên Thắng nằm ở phía đông nam huyện Ý Yên, tỉnh Nam Định, cách trung tâm Huyện khoảng 4,5 km. Truyền thống hiếu học xưa kia của xã có thể đứng vào hàng đầu của huyện Ý Yên. Khoa Mậu Tuất (Minh Mạng thứ 19 – 1838) có cụ Phạm Văn Nghị ở làng Tam Đăng, An Trung Thượng, Đại An nay là thôn Tam Quang, xã Yên Thắng, đỗ Đệ nhị giáp Tiến sĩ xuất thân. Khoa Giáp Thìn (Thiệu Trị năm thứ 4 – 1844) có cụ Bùi Văn Phan ở làng Thân Thượng, Đại An, nay là Thôn Trại Đường, xã Yên Thắng, cũng đỗ Đệ nhị giáp Tiến sỹ xuất thân. Tên tuổi của hai cụ được ghi danh trên bia Tiến sĩ Triều Nguyễn ở Đại Nội – Huế và bia đá Văn Miếu – Quốc Tử Giám – Hà Nội.
Xã Yên Thắng có Hội Chợ Xuân mà không xã nào trong Huyện có. Chợ họp vào ngày 9, ngày 10 tháng Giêng âm lịch hàng năm, đây có thể coi như Chợ Viềng – (Vụ Bản) thu nhỏ vậy. Chợ bán đủ các loại cây trồng, cây giống và các dụng cụ làm nông nghiệp, đồ dùng dân dụng trong nhà …phục vụ bà con nhân dân trong xã và khu vực các xã lân cận.
Du khách các nơi, con cháu của bà con trong xã ở mọi miền, về tham gia hội chợ, vãn cảnh, mua sắm đầu xuân. Được xem các lễ hội rước kiệu, thả đèn trời ở Di tích Đền Vua Đinh Tiên Hoàng, thăm nhà thờ Phạm Văn Nghị và đến viếng thăm chùa Phúc Chỉ. Đặc biệt du khách đầu xuân đến cầu phúc, tài, lộc tại Phủ Quảng Cung, đã được UNESCO công nhận “Thực hành tín ngưỡng thờ Mẫu tam phủ của người Việt” là di sản Văn hóa phi vật thể đại diện của nhân loại, ở xã Yên Đồng bên cạnh.
Nếu ai đã một lần về với hội Chợ Xuân Yên Thắng, thì năm sau chắc chắn không thể bỏ qua.
Xã có dự án quốc lộ 37C nối từ Quốc lộ 37B tại xã Yên Cường, Ý Yên đi qua Cát Đằng - Phố Cháy - Yên Phương vượt sông Đáy tới Gián Khẩu, Me, Nho Quan (Ninh Bình) và kết thúc tại đường Hồ Chí Minh ở Lạc Thủy (Hòa Bình). Tuyến đường giao thông quốc lộ 37C là tuyến huyết mạch từ trung tâm Huyện Ý Yên về Yên Thắng, sang xã Yên Cường đã và đang xây dựng to đẹp rộng rãi. Buổi tối quang cảnh của Trung tâm ngã tư Yên Thắng nhộn nhịp, ánh đèn đường tỏa sáng lung linh.
Xe ô tô khách ở xã Yên Thắng đi Hà Nội, các tỉnh Tây Nguyên hay Thành phố Hồ Chí Minh và các tỉnh miền Nam, ngày nào cũng có. Con em của bà con nhân dân trong xã đi công tác hay làm ăn ở nơi xa rất thuận tiện đi lại. Du khách về thăm Yên Thắng vào bất cứ thời gian nào, cũng được đáp ứng tốt nhất về phương tiện giao thông.
Trường Phổ thông Trung học Đỗ Huy Liêu nằm gần với trường Tiểu học và THCS Yên Thắng, đã thu hút các em ở các xã xung quanh về đây học tập.
Đảng bộ xã Yên Thắng có trên 370 Đảng viên, sinh hoạt ở 18 chi bộ. Những năm qua, các cấp ủy Đảng, chính quyền, các tầng lớp nhân dân xã Yên Thắng luôn nêu cao tinh thần đoàn kết, nỗ lực, chủ động khắc phục khó khăn, phát huy nội lực thực hiện toàn diện nhiệm vụ phát triển kinh tế xã hội, đảm bảo về Quốc phòng an ninh, trật tự an toàn xã hội ở địa phương. Đến năm 2021 xã Yên Thắng đã hoàn thành 19/19 tiêu chí xây dựng NTM nâng cao, là một trong những xã của huyện Ý Yên được UBND tỉnh công nhận xã đạt chuẩn NTM nâng cao năm 2021
    Diện mạo nông thôn Yên Thắng đổi mới rõ nét, cơ sở hạ tầng như điện, đường trường trạm được đầu tư nâng cấp phục vụ nhu cầu dân sinh.Đường trục liên xã có tổng chiều dài 6,9 km đã được ASPHAL và nhựa hóa, giao thông liên thôn xóm đã được bê tông hóa 13,6 km. Đường ngõ xóm có tổng chiều dài 27,44 km và đã được bê tông hóa 26,55 km đạt 96,75%.
 Kinh tế nông nghiệp phát triển bền vững, năm 2021 thu nhập bình quân đạt 4,5 - 5,5 triệu đồng/ha. Công nghiệp và tiểu thủ công nghiệp có bước khởi sắc đi lên. Nhân dân chấp hành nghiêm đường lối, chủ trương, chính sách của Đảng, pháp luật của Nhà nước, các quy định của địa phương, tích cực thi đua lao động sản xuất xây dựng và phát triển gia đình, làng xóm quê hương ngày càng giàu mạnh bền vững để tiến lên con đường xây dựng NTM nâng cao, NTM kiểu mẫu.
Xã Yên thắng đang từng ngày đổi mới, đi lên theo đà phát triển chung của toàn xã hội

## Di tích
Đền Vua Đinh (Yên Thắng) là di tích nằm trên địa bàn thôn Tam Quang xã Yên Thắng, ghi lại những sự kiện lịch sử của người anh hùng Đinh Bộ Lĩnh khi về đây chiêu dân và lập căn cứ để dẹp loạn 12 sứ quân.
Chùa Sùng Nghiêm (chùa Phúc Chỉ) được Trần Nhật Duật xây dựng và được Bộ Thông tin & Truyền thông xếp hạng di tích lịch sử văn hóa quốc gia